# Didier Diderot
Pour les articles homonymes, voir Didier de Langres.
Didier Diderot né le 14 septembre 1685 à Langres et mort dans cette même ville le 3 juin 1759 est un maître coutelier reconnu de Langres, apparenté à la famille Beligné et père de l'écrivain Denis Diderot.

## Famille

### Parents
Didier Diderot est le descendant d'artisans langrois.
Son père, Denis Diderot (1654-1726) était maître coutelier ; sa mère était Nicole Beligné (1655-1692). Ils s'étaient mariés le 20 juin 1679.

### Ascendance maternelle
Nicole, la mère de Didier, est née Beligné le 30 novembre 1655, dans une riche famille d'artisans. Ses parents étaient François Beligné (1625-1697), coutelier et Catherine Grassot.

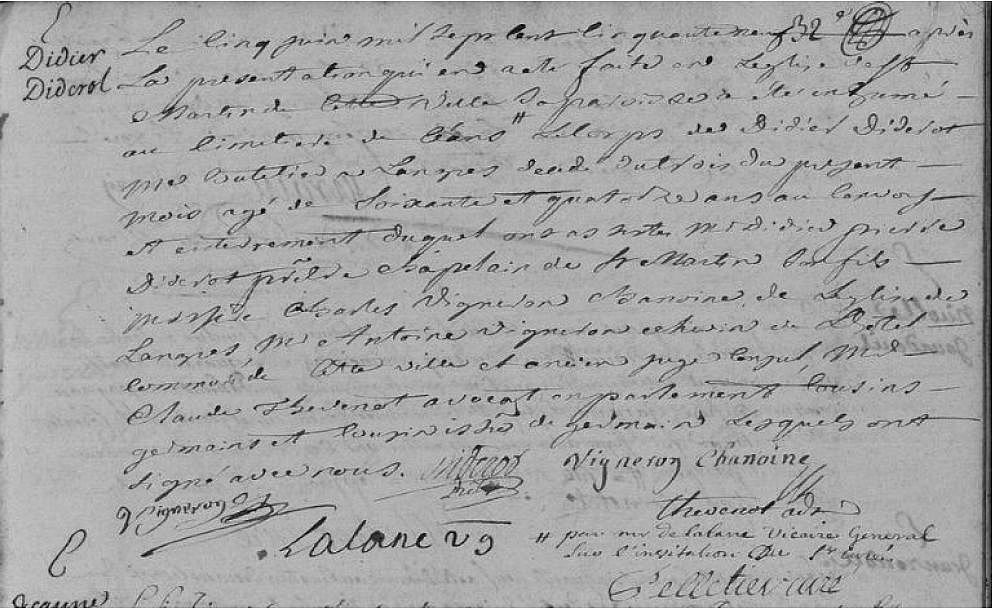
Acte de décès de Didier Diderot.

### Fratrie
Didier était le second d'une importante fratrie : il avait cinq frères et une sœur

### Mariage
Didier Diderot a épousé Angélique Vigneron (12 octobre 1677 - 1er octobre 1748), le 19 janvier 1712 à Chassigny.
Angélique Vigneron était la fille du tanneur François Vigneron (mort en 1679) et Jeanne Aramite Humblot (morte en 1710) à Langres. Didier Diderot était proche du jansénisme.

### Descendance
Le couple eut trois fils et cinq filles :
- un fils, mort à sa naissance le 6 novembre 1712
- Denis (1713-1784), l'écrivain philosophe
- Denise (1715-1797)
- Catherine (1716-1718)
- Angélique (1717, morte à 2 mois et demi)
- Catherine (1719-1735)
- Angélique (née en 1720), entrée dans l'Ordre de Sainte-Ursule, qui y mourut en 1749, folle et fut l'inspiratrice du roman de son frère La Religieuse
- Didier-Pierre (1722-1787), chanoine de Langres

## Métier
Didier Diderot était spécialisé dans la fabrication des instruments tranchants médicaux et chirurgicaux, tels que des scalpels et les lancettes.

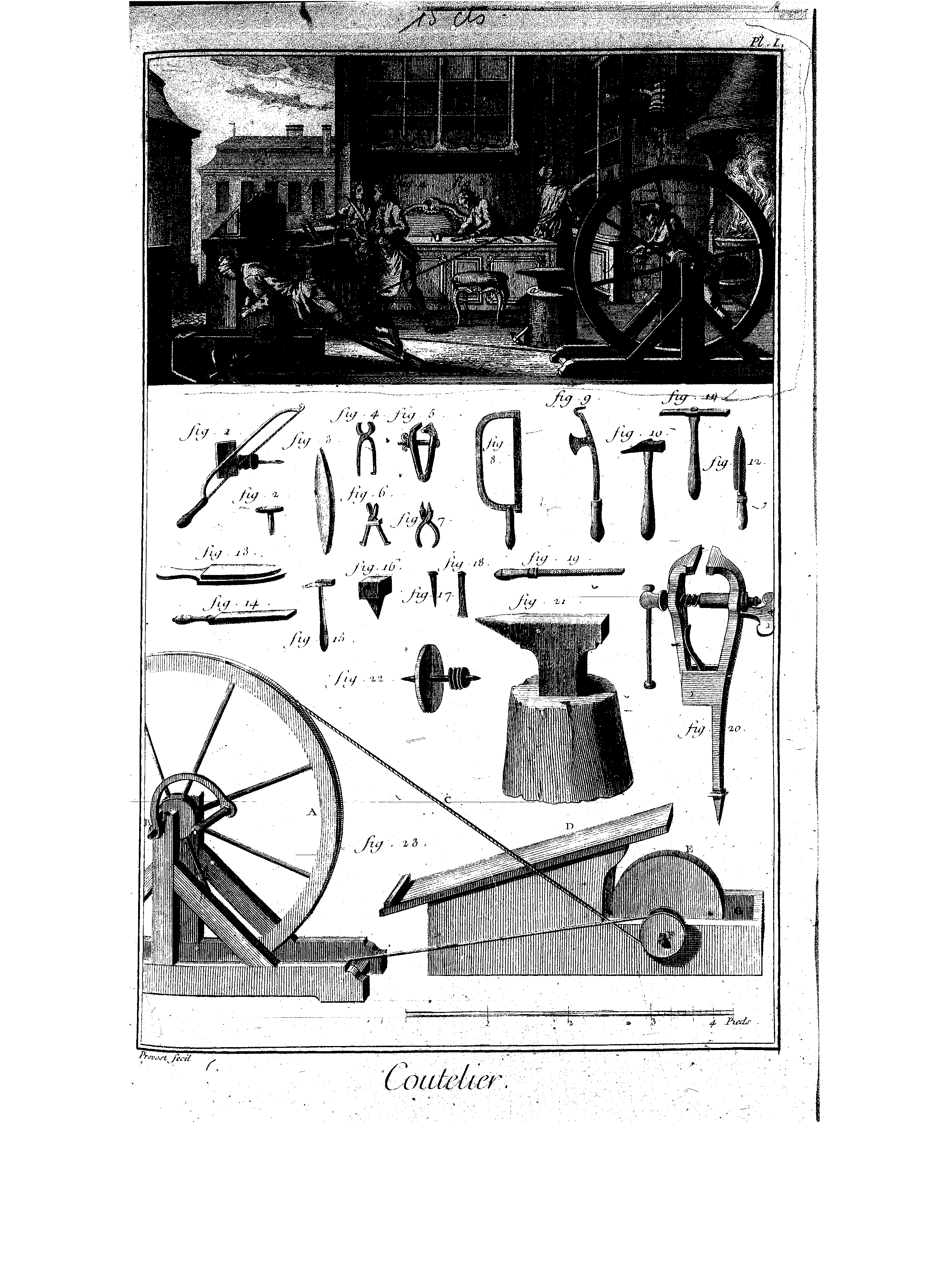
Planches de l'Encyclopédie de Denis Diderot et Jean le Rond D'Alembert, volume 2b (1763). Atelier d'un coutelier.

Lorsque les Beligné deviennent couteliers du Roi, Didier reprend l'enseigne commerciale de la famille : une perle.

## Son portrait par Grimm
Dans la livraison de la Correspondance littéraire du 1er mars 1771 Grimm fait précéder l'Entretien d'un père avec ses enfants d'un portrait de Didier Diderot.
« Monsieur Diderot, maître coutelier à Langres, mourut en 1759, généralement regretté dans sa ville, laissant à ses enfants une fortune honnête pour son état, et une réputation de vertu et de probité désirable en tout état. Je le vis trois mois avant sa mort : en allant à Genève, au mois de mars 1759, je passai exprès par Langres, et je m'applaudirai toute ma vie d'avoir connu ce vieillard respectable. Il laissa trois enfants : un fils aîné, Denis Diderot, né en 1713, c'est notre philosophe ; une fille d'un cœur excellent, et d'une fermeté de caractère peu commune, qui, dès l'instant de la mort de sa mère, se consacra entièrement au service de son père et de sa maison, et refusa par cette raison de se marier ; un fils cadet, qui a pris le parti de l'Église : il est chanoine de l'église cathédrale de Langres, et un des grands saints du diocèse. C'est un homme d'un esprit bizarre, d'une dévotion outrée, et à qui je crois peu d'idées et de sentiments justes. Le père aimait son fils aîné d'inclination et de passion ; sa fille, de reconnaissance et de tendresse ; et son fils cadet, de réflexion, par respect pour l'état qu'il avait embrassé. »

## Relations familiales
C'est la crise familiale, Denis Diderot (fils de Angélique Vigneron et de Didier Diderot) ne reverra plus jamais sa mère, et restera 10 ans sans voir son père.  

## Publication
- Louis Marcel, Une lettre du père de Diderot à son fils, détenu à Vincennes, 3 septembre 1749, Bordeaux, J. Bière, 1928.

### Didier Diderot
- Grimm, Correspondance littéraire, 1er mars 1771.
- Hubert Gautier, Le Père de Diderot : son testament, sa succession, patrimoine d'un maître coutelier langrois vers le milieu du XVIIIe siècle, Moulins, Crépin-Leblond, 1933.

### La coutellerie langroise
- Henri Beligné, Les Couteliers de Langres et de Nogent sous la Révolution, Bulletin de la société historique et archéologique de Langres, 1993, no 313, t. XXI, trimestriel IV.
- Janine Bouet, Les Couteliers Langrois au XVIIIe siècle, D.E.S, Faculté des Lettres de Dijon, 1966.
- Jean-Jacques Perret, L'Art du coutelier expert en instruments de chirurgie, Seconde Partie de l'Art du Coutelier. Première section. Jean Desaint & Charles Saillant, Paris, 1772.
- Société historique et archéologique de Langres, L'art de la coutellerie au pays de Langres et de Nogent : maîtres couteliers orfèvres et graveurs de Langres et de Nogent, Exposition Langres, Société historique et archéologique. Musée du Breuil-de-Saint-Germain, 1966.
- Marie-Émilie Vaxelaire, Les Beligné, une dynastie de couteliers 1610-2010, Langres, Imprimerie de Champagne, 2010.

### Denis Diderot
- Arthur M. Wilson, Diderot : sa vie et son œuvre, Paris, Robert Laffont, 1985Il s'agit de la traduction française de cet ouvrage de référence initialement publié en anglais.
- Pierre Lepape, Diderot, Paris, Flammarion, 1993  (ISBN 2-0808-1297-1).